# 비화항
비화항은 강원특별자치도 삼척시 원덕읍 노곡4리에 위치한 어항이다. 어촌정주어항으로 지정하여 관리하고 있다. 시설관리자는 삼척시장이다.